# アンヌ・ドア
アンヌ・ドア（Anne Doat、1936年9月16日 - ）は、フランスの女優、元子役である。

## 人物・来歴
1936年（昭和11年）9月16日、フランス・セーヌ県（現在のオー＝ド＝セーヌ県）ヌイイ＝シュル＝セーヌに生まれる。
4歳の誕生日の後、1940年（昭和15年）12月13日にパリで公開されたアベル・ガンス監督の『失楽園』に、名はクレジットされなかったが、ジャニーヌという幼児の役で映画に出演している。本格的な出演は、第二次世界大戦後の1955年（昭和30年）、19歳で出演したジャン・ドラノワ監督の『首輪のない犬』で、同作に出た直後に、ヌーヴェルヴァーグの記念碑的初期作品として知られるジャック・リヴェット監督の『王手飛車取り』（1956年）に主役クラスで出演した。同1956年（昭和31年）、ドラノワ監督の『マリー・アントワネット』にも出演し、翌1957年（昭和32年）、今後の活躍が期待される才能に授与されるシュザンヌ・ビアンケッティ賞を受章した。
ガンス、ドラノワといったフランス映画の古典的巨匠の作品、ジョルジュ・ロートネルのようなヌーヴェルヴァーグと同世代の映画作家の作品に多く出演したが、「ヌーヴェルヴァーグの映画作家」の作品には、ジャック・バラティエ監督の『胡椒入りのボンボン』（1963年）以外は、顔を出してはいない。
1958年（昭和33年）、クロード・ルールセー監督のテレビ映画シリーズ『最後の五分間』に出演して早くもテレビ映画に進出、以降、テレビ映画がおもな活動のフィールドとなった。1981年（昭和56年）以降の活動の記録はみられない。
夫は、映画監督のジャン・エルマンこと小説家のジャン・ヴォートランである。

## フィルモグラフィ
- 『失楽園』 Paradis perdu : 監督アベル・ガンス、1940年 - 幼児ジャニーヌ
- 『首輪のない犬』 Chiens perdus sans collier : 監督ジャン・ドラノワ、1955年 - シルヴェット・ヴィヤン
- 『王手飛車取り』 Le coup du berger : 監督ジャック・リヴェット、1956年 - クレールの妹ソランジュ
- 『マリー・アントワネット』 Marie-Antoinette reine de France : 監督ジャン・ドラノワ、1956年 - ロザリー
- 『失われたいっぱいの愛』 Tant d'amour perdu : 監督レオ・ジョアノン、1958年 - クリスティーヌ
- 『わが友ジタン』 Mon pote le gitan : 監督フランソワ・ジール、1959年 - ジゼル・ヴェドリーヌ
- 『太鼓を止めよ』 Arrêtez les tambours : 監督ジョルジュ・ロートネル、1960年 - ダニー
- 『蟹の籠』 Le panier à crabes : 監督ジョゼフ・リスボナ、1960年 - シャンタル
- 『カルメル会修道女の対話』 Le dialogue des Carmélites : 監督フィリップ・アゴスティーニ / レーモン・レオポルド・ブリュックベルジェ、1960年 - 修道女コスタンス・ド・サン＝ドニ
- 『最後の五分間』 Les cinq dernières minutes : テレビ映画シリーズ
  - 『衣は僧を作らず』 L'habit fait le moine : 監督クロード・ルールセー、テレビ映画、1958年 - 俳優の娘クレール・トゥーロン
  - 『犯罪劇場』 Le théâtre du crime : 監督クロード・ルールセー、テレビ映画、1958年 - クロード
  - 『競技場』 Sur la piste : 監督クロード・ルールセー、テレビ映画、1961年 - カトリーヌ
- 『ラファイエット侯爵』 La Fayette : 監督ジャン・ドレヴィル、1961年
- Les deux orphelines : 監督不詳、テレビ映画、1961年 - ルイーズ
- 『フィガロの結婚』 Le mariage de Figaro : 監督マルセル・ブリューヴァル、テレビ映画、1961年 - シュザンヌ
- 『7人目の陪審員』 Le septième juré : 監督ジョルジュ・ロートネル、1962年 - アリス・モロー
- 『若さの劇場』 Le théâtre de la jeunesse : テレビ映画シリーズ
  - 『オリバー・ツイスト』 Oliver Twist : 監督ジャン＝ポール・カレール、テレビ映画、1962年 - ナンシー
- 『キャンディード』 Candide : 監督ピエール・カルディナル、テレビ映画、1962年 - キュネゴンド
- 『赤い館の騎士』 Le chevalier de Maison Rouge : 監督クロード・バルマ、テレビ映画ミニシリーズ - ジュヌヴィエーヴ・ディクスメール
- 『連鎖反応』 Carambolages : 監督マルセル・ブリューヴァル、1963年
- 『警部ルクレールは捜査する』 L'inspecteur Leclerc enquête : テレビ映画シリーズ - リュシー
  - 『土塀色の男』 L'homme couleur de muraille : 監督マルセル・ブリューヴァル、テレビ映画、1962年
  - 『沈黙の価値』 Le prix du silence : 監督マルセル・ブリューヴァル、テレビ映画、1962年
  - 『超コンフィデンシャル』 Ultra-confidentiel : 監督マルセル・ブリューヴァル、テレビ映画、1963年
  - 『警視よこんにちは』 Bonjour commissaire : 監督クロード・バルマ、テレビ映画、1963年
- 『胡椒入りのボンボン』 Dragées au poivre : 監督ジャック・バラティエ、1963年 - ジャーナリスト
- 『銀行を焦げつかせろ』 Faites sauter la banque! : 監督ジャン・ジロー、1964年 - イ）ザベル・ガルニエ
- 『人生の日曜日』 Le dimanche de la vie : 監督ジャン・エルマン、1967年 - ディディーヌ
- 『恋人たち』 Les amoureux : 監督ジャン＝ポール・ルー、テレビ映画、1967年 - ユージェニー
- 『奇蹟の旅のジャン』 Jean de la Tour Miracle : 監督ジャン＝ポール・カレール、テレビ映画シリーズ、1967年 - コリザンド
- 『枕の下の悪魔』 Un diablo bajo la almohada : 監督ホセ・マリア・フォルケ、1968年 - ラウラ
- 『テレサ』 Teresa : 監督ジェラール・ヴェルジェ、1970年 - エレーナ
- Le service des affaires classées : テレビ映画シリーズ
  - 『箱』 Coffre : 監督ヤニック・アンドレ、テレビ映画、1970年代 - マルグリット
- 『狂気の処女』 La vierge folle : 監督ジャン・ケルシュブロン、テレビ映画、1978年 - ファニー・アルモリ
- 『とある共和制の時代』 Le temps d'une République : テレビ映画シリーズ
  - 『ミュンヘンの犬』 Le chien de Munich : 監督ミシェル・ミトラニ、テレビ映画、1978年 - オディル
- Le vérificateur : テレビ映画シリーズ
  - La plume facile : 監督不詳、テレビ映画、1979年 - マイテ・ヴァルペラン
- 『夜明けの歌』 Les chants de l'aube : 監督ナット・リリエンシュタイン、テレビ映画、1981年 - ユジニー・シューマン

## テアトログラフィ
- 『試練』 L'Épreuve : 作ピエール・カルレ・ド・シャンブラン・ド・マリヴォー、1964年